# جون هوستون
جون هوستون هو سياسي كندي، ولد في 1850، وتوفي في 1910.